# Генри, Эммалин
Э́ммалин Ге́нри (англ. Emmaline Henry; 1 ноября 1928, Филадельфия, Пенсильвания, США — 8 октября 1979, Палм-Спрингс, Калифорния, США) — американская актриса и певица.

## Биография
Эммалин Генри родилась 1 ноября 1928 года в Филадельфии (штат Пенсильвания, США). У Эммалин была сестра — Роузмэри Генри.

## Карьера
В 1954—1979 года Эммалин сыграла в 32-х фильмах и телесериалах, наиболее была известна по ролями в таких фильмах и сериалах как: «Я — Диккенс, он — Фенстер» (1962—1963, роль Кейт Диккенс), «Я мечтаю о Джинни» (1966—1970, роль Мирт/Аманды Беллоуз), «Развод в американском стиле» (1967, роль Ферн Блэндсфорт) и «Ребёнок Розмари» (1968, роль Элиз Данстон). Также Генри была певицей. 

## Личная жизнь
В 1969 году вышла замуж за актёра Марка Робертса, но они развелись в 1974 году.

## Смерть
50-летняя Эммалин скончалась 8 октября 1979 года после продолжительной борьбы с раком мозга в Палм-Спрингсе (штат Калифорния, США).

## Избранная фильмография
| Год       |   | Русское название            | Оригинальное название     | Роль                |
| --------- | - | --------------------------- | ------------------------- | ------------------- |
| 1962—1963 | с | Я — Диккенс, он — Фенстер   | I'm Dickens, He's Fenster | Кейт Диккенс        |
| 1966—1970 | с | Я мечтаю о Джинни           | I Dream of Jeannie        | Мирт/Аманда Беллоуз |
| 1967      | ф | Развод в американском стиле | Divorce American Style    | Ферн Блэндсфорт     |
| 1968      | ф | Ребёнок Розмари             | Rosemary's Baby           | Элиз Данстон        |